# Ab Meijerman
Ab Meijerman (13 februari 1949) is een voormalig Nederlands burgemeester van de PvdA.
Meijerman was achtereenvolgens werkzaam bij de maatschappelijke dienstverlening in Oost-Groningen en bij KPMG Management Consulting NV. In 1998 werd hij benoemd tot burgemeester van Reiderland en in 2001 van Veendam. In 2013 stapte hij op als burgemeester van Veendam na het aanvaarden van een motie van wantrouwen tegen zijn beleid.
Meijerman was gedurende een reeks van jaren voorzitter van de streekraad Oost-Groningen, een samenwerkingsverband van zeven gemeenten in Oost-Groningen. 
Op 26 april 2022 is Meijerman benoemd tot Ridder in de Orde van Oranje Nassau.